# Anton Spanuth
Anton Spanuth (vollständiger Name Anton Wilhelm Spanuth; * vor 1697; begraben 8. April 1714 in Herrenhausen) war ein Kurfürstlich Braunschweig-Lüneburgischer Gartenmeister, Pomeranzen- und Orangerie-Gärtner.

## Leben
Der gelernte Pommeranzengärtner Anton Spanuth wurde Ende des 17. Jahrhunderts zu Ostern 1697 in die Dienste von der Kurfürstin Sophie genommen, nachdem diese sich mit Leibniz über die Gestaltung des Großen Garten in Herrenhausen beraten hatten. Spanuth, mit einem Jahresgehalt von 200 Thalern entlohnt, sollte sich um die arbeitsintensive Pflege der Pflanzen der kurfürstlichen Orangerie kümmern und so den Gartenkünstler Martin Charbonnier entlasten, der die barocke Gartenanlage in Herrenhausen vollenden sollte und zuvor zu Studienzwecken in die Niederlande geschickt wurde.
Neben Orangenbäumen, die aus dem Küchengarten nach Herrenhausen überführt worden waren, sowie 38 weiteren Orangen, die der Italiener Bianchi für je 8 Thaler geschickt hatte, hatte sich Anton Spanuth auch um 25 Lorbeerbäume zu kümmern, die der Holländer Ohmb für je 4 Thaler gesandt hatte. 1708 ergänzte der Freiherr von Knigge die Herrenhäuser Sammlung um die wertvollen Orangenbestände aus Leveste. 1710 wurden weitere Bäume in den Orangerien von Schloss Schwöbber und Schloss Hehlen für Herrenhausen erworben.
Unter Gartenmeister Spanuth durchlief Jacob Hose, Sohn des hannoverschen Gartenmeisters Henrich Hose, seine dreijährige Ausbildung.
Auf Veranlassung von Spanuth kaufte der Kurfürstliche Hof im Jahr 1706 einen kleinen Garten von Cord Behre an „und richtete eine Fläche östlich [... einer] gedachten Allee, welche bisher zum Vorwerke gehört hatte, im Anschluss an die Westgrenze des Berggartens zum Maulbeergarten ein.“ Spanuths vorgeschlagene Erweiterung des Maulbeergartens geschah unter der Oberaufsicht des Baumeisters Brand Westermann und unter Beteiligung des im Amt Langenhagen amtierenden Amtsvogts Heinrich Brunck.
Von 1707 bis 1710 beaufsichtigte der Gartenmeister Asmus Anthony von Celle aus die Herrenhäuser Orangerie, zeitweilig auch den Lindener Küchengarten. Im selben Zeitrau wurde Anthony von 1709 bis 1711 in Celle durch den „Supernumerair-Gartengesellen“ Heinrich Jacob Löpentin unterstützt.
Nach dem Tode Spanuths wurde dessen Stelle durch den Orangeriegärtner Heinrich Jacob Löpentin oder Heinrich Jakob Löppentin übernommen. Löppentin als Nachfolger Spanuths wurde das von dem Baumeister Johann Heinrich Westermann gemeinsam mit dem Gärtner zu Linden, Johann Konrad Weffer, aufgenommene Inventar der Herrenhäuser Orangerie übergeben.

## Spanuthstraße
1925 wurde im hannoverschen Stadtteil Herrenhausen die nach dem Kurfürstlichen Gartenmeister benannte Spanuthstraße angelegt, die die Haltenhoffstraße mit der Straße An Mußmanns Haube verbindet.